# Ділан Томас
Ділан (Дилан) Марлайс Томас (англ. Dylan Marlais Thomas; 27 жовтня 1914, Свонсі — 9 листопада 1953, Нью-Йорк) — валлійський письменник.

## Біографія
Народився майбутній письменник у містечку Свонсі, що на півдні Вельсу. Батько Ділана був письменником, вчителем англійської мови. В дитинстві поет часто хворів, мав астму та хронічний бронхіт (з якими боровся протягом всього життя), через що пропускав уроки в школі. Проте англійську мову він все одно знав на відмінно (при тому своєю рідною, валлійською, Ділан не розмовляв). Своє середнє ім'я, Марлайс, отримав на честь свого дядька, Вільяма Томаса, який захоплювався кельтською культурою Вельсу і взяв собі псевдонім Гвілім Марлес (Gwilym Marles).
Дитинство Томаса пройшло у Свонсі. Він також відвідував ферму в Кармартенширі, яка належала родині його матері. Контраст сільського та міського життя стали основою для значної частини творчості Ділана, особливо його оповідань, радіопостановок і вірша «Папоротевий пагорб» («Fern Hill»).
Під час навчання у 1925-1931 ріках в Граматичної школи (Маунт Плезант) Ділан мав певні успіхи в легкій атлетиці та акторській ролі в шкільних виставах і склав лише один іспит (англійська мова). Також був редактором шкільного журналу, в якому у 1926 році розмістив свої перші вірші. Прикметно те, що близько двох третин творчості Томаса припадає на період його підліткового віку. У 1931 році, у віці 16 років, Томас покинув школу, щоб стати молодшим репортером у місцевій газеті («South Wales Daily Post»). Однак його робота в газеті тривала недовго, оскільки він звільнився у грудні 1932 року, охолов до журналістики та повернувся до поезії, яка тепер займала його повністю.
Незабаром Томас досягає першого успіху. У травні 1933 року його вірш «І смерть не буде панувати» («And Death Shall Have No Dominion») був опублікований в тижневику «New English Weekly», що надихнуло Томаса влітку 1933 року вирушити до Англії, щоб зустрітися з редакторами різних англійських літературних журналів. У вересні та жовтні 1933 року вірші Томаса «Щоб зберегти здоровий глузд» («That Sanity be Kept») та «Сила, яка дає життя квітці» («The Force That Through The Green Fuse Drives the Flower») публікуються в тижневику «Sunday Refere». Наступного року це видання публікує ще 5 віршів Томаса. На початку 1934 року вірш Ділана Томаса «Світло спалахує там, де не світить сонце» («Light Breaks Where No Sun Shines») зʼявився у щорічнику «The year's poetry 1933». У квітні 1934 року молодий поет з Уельсу здобуває премію «Sunday Referee's Poet's Corner Prize», яка передбачає спонсорство на видання його першої поетичної збірки. Томас вибрав із записника тринадцять віршів, а протягом наступних місяців написав ще п’ять. 18 грудня 1934 року спільними зусиллями тижневика «The Sunday Referee» та книжкового магазину «Parton», які розділили витрати на друк, накладом 250 примірників перша збірка віршів Ділана Томаса «18 віршів» («18 Poems») вийшла у світ та отримала кілька позитивних рецензій взимку та навесні 1935 року. 14 березня 1935 року впливовий щотижневий літературно-критичний журнал Великої Британії The Times Literary Supplement в рецензії на книгу назвав творчість Томаса «потужною та дивовижною сміливістю уяви». Натхненний першим успіхом Томас переїжджає до Лондона на постійне проживання. У цей період також починається довічна боротьба поета зі зловживанням алкоголем.
Наступна збірка Ділана Томаса «Двадцять п'ять віршів» («Twenty Five Poems») була видана 10 вересня 1936 року солідним лондонським видавництвом «J.M. Dent & Sons Ltd.», якому Томас надав ексклюзивне право на публікацію у Великій Британії прижиттєвих та посмертних видань своїх творів. Наклад книжки склав 750 примірників. Як і до попередньої,  поряд з новими поезіями до збірки поет вміщує також свої підліткові вірші. Їх оприлюднення Томас продовжить також у наступних своїх збірках «Карта любові» («Мар of Love» 1939) та «Смерті й входження» («Deaths and Entrances» 1946). Відразу після виходу другої збірки поета уваги читачів вона не привернула. Але сподобалась знаній англійській поетесі та літературному критику Едіт Сітвелл. 15 листопада 1936 року в впливовому тижневику «Sunday Times» з’явилася її рецензія на «Двадцять п’ять віршів». «Робота цього дуже молодого чоловіка має величезний масштаб, як за чудовою темою, так і за структурою. Я не можу назвати жодного поета наймолодшого покоління, який демонструє такі великі обіцянки та навіть такі великі досягнення» - так схарактеризувала Ділана Томаса поетеса. Рецензія привернула до творчості увагу широкої читацької аудиторії, газета отримала лавину полемічних листів, двадцять з яких були опубліковані нею протягом наступних двох місяців. Привернутий до уваги читачів перший відбиток із 750 примірників книги Томаса швидко розійшовся, і було надруковано ще три відбитки - загальний наклад склав 1500 примірників, а Ділан Томас отримав широку публіку своїх прихильників.
У 1936 році Ділан зустрів блакитнооку біляву танцюристку Кейтлін Макнамару (Caitlin Macnamara). Вже 11 липня 1937 року вони побралися. На початку 1938 пара перебралася до Уельсу, де орендували котедж в селі Логарн (Laugharne). 30 січня 1939 року народився їхній перший син Ллевеллін (помер в 2000 році). У березні 1943 року народилася дочка Айронві, а в липні 1949 року — син Колм Гаран.
У серпні 1939 р. виходить збірка Томаса «Карта любові» («The Map of Love. Verse and Prose»), у якій поряд з 16 віршами були також вміщені 7 оповідань.
Під час Другої світової війни Томас не був призваний до армії, оскільки був визнаний непридатним до служби за станом здоров'я через хворобу легенів. Проте він працював на уряд — писав пропагандистські  сценарії та був ведучим авторської програми на BBC. Співпрацю з БІ-БІ-Сі Ділан Томас продовжував до кінця свого життя.
Томас любив хвалитися тим, як багато алкоголю він міг спожити. Одна з відомих його фраз: «Я випив 18 порцій віскі поспіль; здається, це рекорд».
Він чотири рази гастролював у Сполучених Штатах, а останній раз виступив у Сіті-коледжі Нью-Йорка в жовтні 1953 року. Кілька днів по тому, після тривалої п’янки в манхеттенській таверні White Horse, Томас втратив свідомість у готелі Chelsea.
9 листопада 1953, коли Томас випивав у «Таверні „Біла Кобила“» на Мангеттені, він знепритомнів; пізніше він помер у лікарні святого Вінсента, у віці 39 років. Причиною його смерті стала пневмонія разом з підвищеним тиском у судинах мозку і проблемами з печінкою. За деякими відомостями, його останніми словами були: «І це все, що я зробив за 39 років». Після смерті він був перевезений до Вельсу і похований біля церкви в Логарне (Кармартеншир). У 1994 році там же була похована його дружина Кейтлін.

## Творчість
На відміну від творчості поетів його часу, що звернулися до реалізму, для поезії Томаса характерні яскраві, часом фантастичні образи; багато в чому його творчість близька до романтичної традиції. Важливим джерелом його натхнення був валлійський фольклор і міфологія, дитячі враження від життя в сільському Вельсі. Його прозовий твір «Дитинство, Різдво, Вельс» (A Child’s Christmas in Wales, 1952) досі щороку читається на радіо під час Різдва. Створена на замовлення ВВС та згодом адаптована для сцени радіоп'єса «Під покровом молочного лісу» (Under Milk Wood, посмертне видання 1954), яка присвячена життю вигаданого валлійського рибальського села Ллареггуб, перекладена понад тридцятьма мовами і у 1972 році була екранізована британським кінорежисером Ендрю Сінклером (Andrew Sinclair). Головні ролі у фільмі зіграли Річард Бертон, Елізабет Тейлор, Пітер О’Тул.
Найбільший прозовий твір автора — роман в новелах «Портрет митця за щенячих літ» (Portrait of the Artist as a Young Dog, 1940) - десять коротких історій, у яких Ділан Томас згадує події свого дитинства. У назві твору проступає алюзія на роман Джеймса Джойса «Портрет митця замолоду».
За сценарієм Ділана Томаса «Доктор і дияволи» (The Doctor and the Devils, 1953) у 1985 році британським режисером Фредді Френсісом (Freddie Francis) був поставлений однойменний фільм жахів з Тімоті Далтоном у головній ролі.

## Цікаві факти
- Ділан Томас зображений серед інших персонажів на обкладинці альбому гурту Beatles «Sgt. Pepper's Lonely Hearts Club Band» (1967). Поява Ділана Томаса на обкладинці була вибором Джона Леннона. В «Антології Бітлз»[5] Пол Маккартні заявив: «Я впевнений, що головний вплив як на [Боба] Ділана, так і на Джона [Леннона] мав Ділан Томас. Ось чому Боб не Боб Циммерман — його справжнє ім’я. Колись ми всі любили Ділана Томаса. Я його багато читав. Я думаю, що Джон почав писати завдяки йому».[6]
- Вірш Ділана Томаса «Не йди смиренно в ніч» («Do not go gentle into that good night[en]») звучить у фільмі Крістофера Нолана «Інтерстеллар»
- Вірш «І смерть не буде панувати» («And death shall have no dominion»[en]) використано в фільмі Стівена Содерберга «Соляріс».
- Зі збіркою віршів Ділана Томаса поховано знаного валлійського актора Річарда Бертона[7].

## Твори в українському перекладі
- "Дитяче Різдво в Уельсі". Переклад Олексія Гавриленка - "Всесвіт", Український журнал світової літератури
- "Не говори смиренно прощавай". Переклад Зої Бідило - Клуб Поезії
- "Вірш у жовтні". Переклад Михайла Москаленка - УкрЛіб. Бібліотека української літератури
- "І смерть тоді буде безсила". Переклад Валентина Моляко - УкрЛіб. Бібліотека української літератури
- "Коли осінній вітер...". Переклад Валентина Моляко - УкрЛіб. Бібліотека української літератури
- Підбірка поезій у перекладі Валентина Моляко. Журнал "Всесвіт", 1973, № 5 - Електронна бібліотека "Чтиво"
- "Портрет митця за щенячих літ". Роман у новелах. Переклад Катерини Сайко - Київ, "Ще одну сторінку", 2024 - 190 с. ISBN 978-6-17-522263-9 Зображення обкладинки
- Ділан Томас. Вірші[8]